# Вараха-пурана

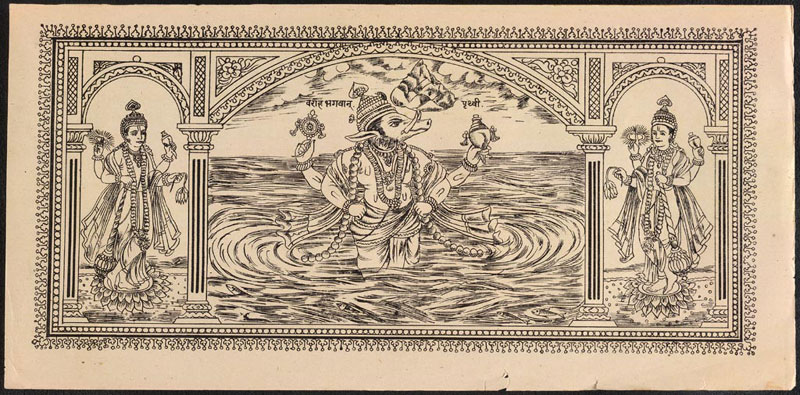
Иллюстрация к «Вараха-пуране». 1923 год.

«Вара́ха-пура́на» — священный текст индуизма на санскрите, одна из восемнадцати основных Пуран (называемых «махапуранами»). В «Вараха-пуране» описываются деяния одной из десяти основных аватар Вишну — Варахи. Опубликованное издание этой Пураны содержит 218 глав.